# 村山登
村山 登（むらやま のぼる、1918年〈大正7年〉12月1日 - 2015年〈平成27年〉1月22日）は、日本の農林技官、植物栄養・肥料学者。農学博士。元農林省農業技術研究所化学部作物栄養科長、元東京農工大学農学部長。東京農工大学名誉教授。

## 略歴
新潟県新潟市出身。1935年（昭和10年）3月に新潟中学校を4年で修了（四修）、1938年（昭和13年）3月に新潟高等学校を卒業、1941年（昭和16年）3月に東京帝国大学農学部農芸化学科を卒業。
1941年（昭和16年）4月に農林省農事試験場助手に就任、1943年（昭和18年）7月に応召、1945年（昭和20年）9月に復員、農事試験場に勤務、1950年（昭和25年）4月に農林省農業技術研究所化学部作物栄養科作物栄養第2研究室長に就任、1961年（昭和36年）3月に東京大学から農学博士の学位を取得、1964年（昭和39年）5月に農林省農業技術研究所化学部作物栄養科長に就任。
1971年（昭和46年）5月に東京農工大学農学部農学科肥料学講座教授に就任、1977年（昭和52年）に東京農工大学農学部附属農場長に就任、東京農工大学評議員に就任、1980年（昭和55年）1月に東京農工大学農学部長に就任、1982年（昭和57年）3月に東京農工大学を定年退官、2007年（平成19年）4月に東京農工大学名誉教授の称号を受称。
2015年（平成27年）1月22日午前9時55分に死去、96歳没。

## 研究・業績
- 水稲生育の栄養生理的研究に取り組んで登熟期の窒素施肥が収量増に有効であることを示し、窒素の栄養状態や穂肥の要否を現場で簡易に判定できるスターチテストを開発した。この手法は全国で採用され、収量の改善に大きく貢献した[5]。
- 栄養生理に基づく施肥理論の構築を目指した[5]。
- 環境保全型農業に関わる窒素の過剰害の研究を行った[5]。
- 耕畜連携による窒素循環に関する研究を基盤にして作物生産における土壌肥沃度要因の評価法を提唱し、循環型農業の重要性を科学的知見から解説した[5]。

## 著作物

### 著書
- 『作物栄養・肥料学管見』村山登（私家版）、1982年。
- 『収穫漸減法則の克服』養賢堂[発売]、村山登教授退官記念事業会、1982年。

#### 共著
- 『水稲栽培と施肥』石沢修一・城下強・遠藤寛二・出井嘉光・本谷耕一・鈴木新一・松村安治[共著]、石沢修一・城下強[監修]、日本硫安工業協会・日本化成肥料協会・加里研究会、1968年。
- 『土壌肥料新技術』石沢修一・江川友治[共監修]、江川友治・ほか[共著]、技報堂、1969年。
- 『土壌肥料の応用』出井嘉光・草野秀・串崎光男・宇野要次[共著]、全国農業改良普及協会〈農林省農業者大学校通信講座 作物 4〉、1972年。
- 『Nitrogen and Rice』International Rice Research Institute、1979年。
- 『作物栄養・肥料学』平田𤋮・矢崎仁也・但野利秋・堀口毅・嶋田典司・前田乾一[共著]、文永堂出版〈土壌・肥料学 2〉、1984年。

### 訳書
- 『稲作科学の基礎 Fundamentals of Rice Crop Science』吉田昌一[著]、吉田よし子・長谷川周一・末永一博[共訳]、博友社、1986年。

### 論文
- CiNii収録論文 - CiNii